# Modes of Communication: Letters from the Underworlds
Modes of Communication: Letters from the Underworlds ist ein Jazzalbum von Nduduzo Makhathini. Die vom 19. bis 22. Dezember 2018 entstandenen Aufnahmen erschienen am 3. April 2020 auf Blue Note Records.

## Hintergrund
Nachdem Makhathinis Album Ikhambi von Universal Music South Africa veröffentlicht wurde und 2018 bei den South African Music Awards als bestes Jazz-Album ausgezeichnet wurde, erhielt er einen Vertrag beim amerikanischen Label Blue Note Records. Er ist der erste südafrikanische Künstler, der jemals bei diesem Label unter Vertrag stand. Dort erschien sein Album Modes of Communication: Letters from the Underworlds, das achte Album des Pianisten seit seinem Debüt im Jahr 2014.
In seinem Sextett bzw. Septett spielen Logan Richardson am Altsaxophon, der Tenorsaxophonist Linda Sikhakhane, der Trompeter Ndabo Zulu, der Bassist Zwelakhe-Duma Bell Le Pere, die Schlagwerker Ayanda Sikade und Gontse Makhene; teilweise wird es verstärkt durch den Gesang seiner Frau Omagugu Makhathini und ihrer Kinder Nailah, Thingo und Moyo. Integriert in das Album wurde „Yehlisan’uMoya“ (Spirit Come Down) ebenfalls mit Gesang von Omagugu, zuvor bereits als Single veröffentlicht. Auf „Indawu“ singen sie und ihre Tochter Nailah.
Die Legenden des südafrikanischen Jazz sind tiefgreifende Einflüsse der Musik von Nduduzo Makhathini, insbesondere Bheki Mseleku, Moses Molelekwa und Abdullah Ibrahim, so Jim Hynes. Durch seinen Mentor Mseleku wurde Makhathini auch mit McCoy Tyner bekannt gemacht und in die Musik von John Coltranes klassischem Quartett eingeführt. „Durch John Coltranes A Love Supreme habe ich meine Stimme als Pianist verstanden“, sagt er. „Als jemand, der sehr spät anfing, Jazz zu spielen, hatte ich immer nach einer Art Spiel gesucht, das die Art und Weise, wie meine Leute tanzten, sangen und sprachen, widerspiegeln oder hervorrufen konnte. Tyner hat das bereitgestellt und tut es immer noch auf sinnvolle Weise.“ Makhathini nennt auch amerikanische Jazzpianisten wie Andrew Hill, Randy Weston und Don Pullen als bedeutende Einflüsse.

## Titelliste
- Nduduzo Makhathini Modes of Communication: Letters from the Underworlds (Blue Note B003157502)[2]

1. Yehlisan'uMoya (Liedtext: Nduduzo Makhathini) 7:54
2. Saziwa Nguwe 2:53
3. Beneath The Earth (Liedtext: Nduduzo Makhathini, Asanda Msaki) 7:45
4. Unyazi 9:49
5. Isithunywa 5:10
6. Umlotha 9:51
7. Shine (Liedtext: Nduduzo Makhathini) 9:10
8. On the Other Side (Liedtext: Nduduzo Makhathini) 4:41
9. Umyalez'oPhuthumayo 6:16
10. Indawu 8:33
11. Emaphusheni (Traditional, Arrangement und Liedtext: Nduduzo Makhathini) 2:35

Sofern nicht anders angegeben, stammen alle Kompositionen von Nduduzo Makhathini.

## Rezeption
Bob Doerschuk verlieh dem Album im Down Beat vier Sterne und schrieb, Makhathini baue diese Songs oft über einem Ostinato mit vier Takten auf, etwa indem er mit Gospel-ähnlichen Stimmen arbeite, wie in „Saziwa Nguwe“, mit Rubato spiele, eingerahmt von kurzen Pausen, die Atemzügen zwischen Sätzen ähneln würden. Beim gemeinsamen Spielen bewegen sich die Blasinstrumente manchmal in Gruppen, manchmal im Einklang. Dies sei Musik des Geistes, resümiert der Autor, die zu einer Zeit veröffentlicht werde, in der sie am dringendsten benötigt werde.
Jon Turney schrieb in London Jazz News, die kühleren Zwischenspiele (wie das „Naima“-ähnliche „Isithunyw“) würden Kontrast für die meist längeren, meist dringenderen Stücke bilden, die den Großteil der Tracks ausmachen, voll von hoch aufgeladenen Soli der gesamten Band. Das gesamte Set sei jedoch sehr abwechslungsreich und werde eindeutig von einer einheitlichen musikalischen Vision bestimmt: einer überzeugenden Synthese zeitgenössischer amerikanischer und südafrikanischer Klänge. Während Makhathinis eigene Stimme auf dem kurzen letzten Track ausgeblendet wird, habe man das Gefühl, dass er uns mitteilt, dass er noch mehr zu sagen habe. Insgesamt sei dies ein reichhaltiges Projekt, das ihm das größere internationale Publikum bringen soll, das er verdiene.
Nach Meinung von Jim Haynes (Glide Magazine) ist Nduduzo Makhathinis Blue-Note-Debüt ein umfangreiches und ausdrucksstarkes Album, das von McCoy Tyners Musik inspiriert wurde. Neben dem amerikanischen Altsaxophonisten Logan Richardson gehörten mit Linda Sikhakhane am Tenorsaxophon und Ndabo Zulu an der Trompete aufstrebende Stars der südafrikanischen Szene zu den Bläsern. Alle würden aggressiv und gleichzeitig spirituell spielen, schrieb Haynes, inspiriert von Größen wie Coltrane, Azar Lawrence und Pharoah Sanders. Der Stil des Albums ähnle jedoch eher Azar Lawrences Summer Solstice (1975) und McCoy Tyners Song of the New World (1973), aber auch einige von Randy Westons afrikanische Alben und die von Shabaka & the Ancestors, der Band, in der einige dieser Südafrikaner auch spielen (einschließlich Makhathini) seien ebenfalls Bezugspunkte, so der Autor.
Ähnlich wie Andrian Kreye (Die Zeit) zählte auch Phil Freeman (Stereogum) das Album zu den besten Neuveröffentlichungen des Jahrs 2020. Freeman meinte, Makhathini sei mehr als nur ein Musiker; er sei ein Heiler, ein Lehrer und ein Anführer der heutigen südafrikanischen Jazzszene. Das Album habe die Tiefe von McCoy Tyners Werken der späten 1960er- und frühen 70er-Jahre, mit einer Üppigkeit, die das Ensemble viel größer klingen lasse als es ist, und einem tiefen afrikanischen Gefühl in der Musik und besonders in den Gesangsbeiträgen seiner Frau Omagugu Makhathini. Freeman würde dies nicht Spiritual Jazz im üblichen Sinne nennen, aber Spiritualität, insbesondere eine einzigartige Mischung aus christlichen und afrikanischen Traditionen, komme in jedem Ton zum Ausdruck.